# Inaba-jinja

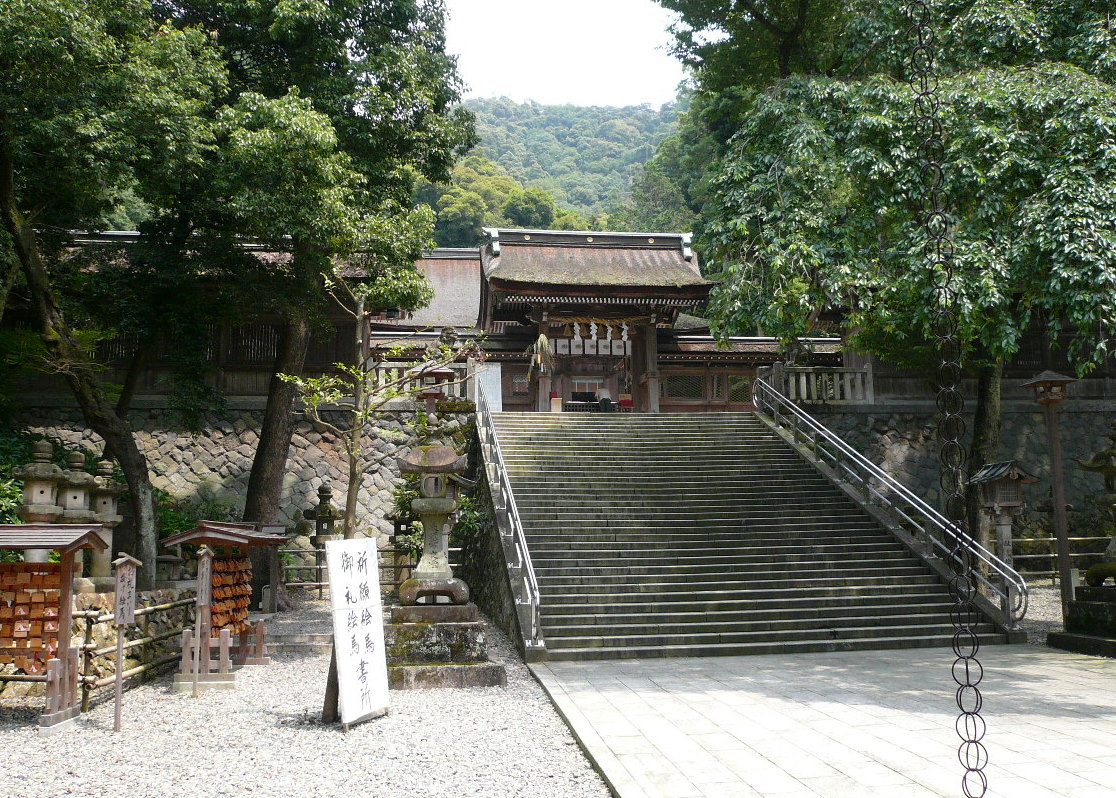
Le shimon mènant au honden du sanctuaire.

L'Inaba-jinja (伊奈波神社) est un sanctuaire shinto situé au pied du mont Kinka à Gifu, dans la préfecture de Gifu au Japon.
À l'origine, son nom est écrit 稲葉神社, qui se prononce de la même façon. C'est le principal sanctuaire célébré par la ville de Gifu lors de son matsuri (festival) annuel le premier samedi du mois d'avril.
En raison de sa taille, c'est un endroit populaire pour la première visite au sanctuaire shintō du Nouvel An japonais (Hatsumōde) et Shichi-go-san, une fête populaire qui célèbre les enfants.

## Kami vénéré
Le dieu Inishiki-Irihiko no mikoto est vénéré au sanctuaire Inaba. Il est le mari de la déesse Nunoshihime no mikoto vénérée au Kogane-jinja et le père du dieu Ichihaya no mikoto vénéré au Kashimori-jinja. En raison de la relation entre les trois dieux, ces trois sanctuaires sont étroitement liés.

## Histoire
Construit en l'an 85, l'histoire du sanctuaire Inaba est vieille de plus de mille neuf cents ans. Bien qu'il ait été à l'origine situé à Maruyama, au nord du mont Kinka, il a été déplacé sur son site actuel par Saitō Dōsan en 1539.

## Matsuri
- Setsubun (3 février) : des cérémonies spéciales de prières ont lieu à 9 h 20 et plus de cent torches sont allumées à 18 h.
- Festival de Gifu (5 avril) : il a lieu conjointement avec les sanctuaires Kashimori et Kogane. (le proche Honjō-jinja observe ces rites le même jour.).

## Source de la traduction
- (en) Cet article est partiellement ou en totalité issu de l’article de Wikipédia en anglais intitulé « Inaba Shrine » (voir la liste des auteurs).